# アルバレス・キンテーロ兄弟

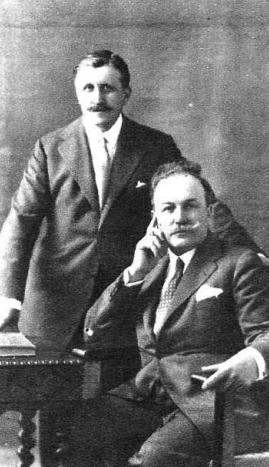
兄セラフィン（右）と弟ホアキン（左）

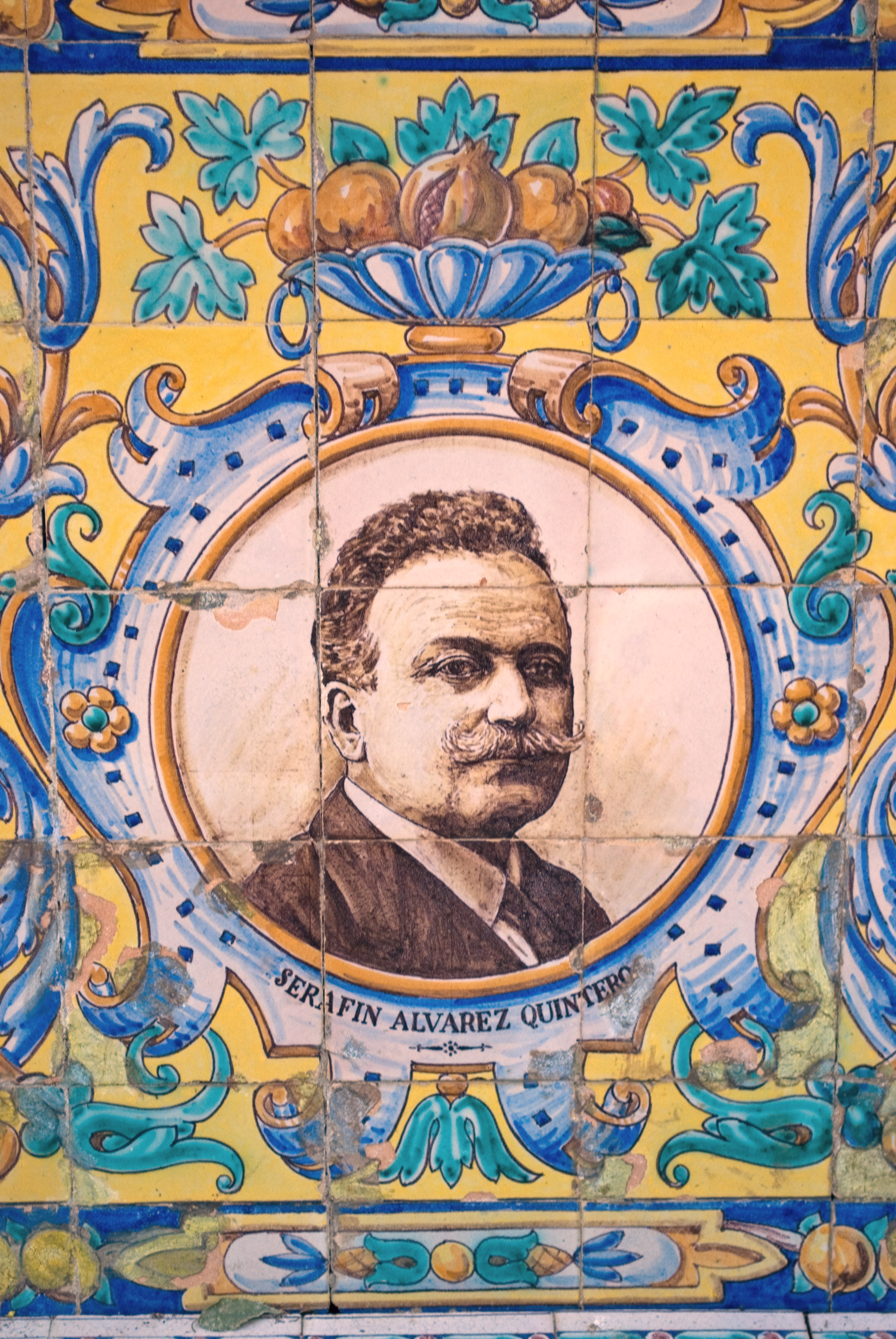
セビリアのマリア・ルイサ公園にあるセラフィンの肖像画

アルバレス・キンテーロ兄弟（アルバレス・キンテーロきょうだい、スペイン語:Hermanos Álvarez Quintero）は、スペインセビリア県ウトレーラ出身の劇作家。同国の劇作家であるハシント・ベナベンテと並んで20世紀前半のスペイン演劇界の代表者として名高い。
兄はセラフィン・アルバレス・キンテーロ（Serafín Álvarez Quintero、1871年3月26日 - 1938年4月12日）で、弟はホアキン・アルバレス・キンテーロ（Joaquín Álvarez Quintero、1873年1月20日 - 1944年6月14日）である。
若い頃よりセラフィンらの故郷であるアンダルシア州を主題にアンダルシア方言を混ぜた喜劇的な作品を著し、20世紀の初めから終始二人で約200作もの戯曲を合作で発表した。
両者ともマドリードで没した。

## 作品
邦題があるもののみ記述する。
- 1898年、『右の目だま』
- 1901年、『中庭』
- 1902年、『花々』
- 1904年、『ペピータ・レイエス』
- 1905年、『明るい朝』
- 1906年、『ひなたぼっこ』
- 1909年、『ドーニャ・クラリーネス』
- 1912年、『マルバローカ』
- 1913年、『女護ヶ島』